# 張立道
张立道（？—1298年），字显卿，元朝大名（今河北省大名县）人。
张立道是金朝进士张善的儿子，随父亲归降蒙古。张善担任拖雷的宿卫必阇赤。张立道十七岁时，其父的宿卫一職由張立道繼承。忽必烈即位，张立道跟随他北征阿里不哥。至元四年（1267年），张立道随同皇子云南王忽哥赤前往云南，担任王府文学、大理等处劝农官，兼领屯田事。忽哥赤被云南三十七部都元帅宝合丁毒死，他极为愤慨，派人到京师向忽必烈告狀，并且暗中交结他人，相约共同讨伐宝合丁。事情暴露，张立道被囚禁，后来张忠将他劫狱救出，参与平定宝合丁。至元十年（1273年），张立道担任领大司农事，又担任大理等处巡行劝农使。辅佐行省平章赛典赤治理滇池的泛滥情況，最后得良田万余顷。又在云南教会爨人、僰人等民族养蚕植桑的方法，使得朝廷的收利倍增。至元十五年（1278年），担任中庆路（治今云南昆明）总管，首建孔子庙、建立学校。后来转任临安广西道宣抚使，先后三次出使安南。至元二十七年（1290年），担任北京路总管。至元二十八年（1291年）改任四川南道宣慰使，不久，转任陕西汉中道肃政廉访使。至元三十年（1293年），皇曾孙松山封梁王，出镇云南。大德二年（1298年），张立道升任为云南行省参知政事。不久后，在官任上去世。他的著作有《效古集》《平蜀总论》《安南录》《云南风土记》《六诏通说》若干卷。